# ペトロパヴロフスク (戦艦・初代)

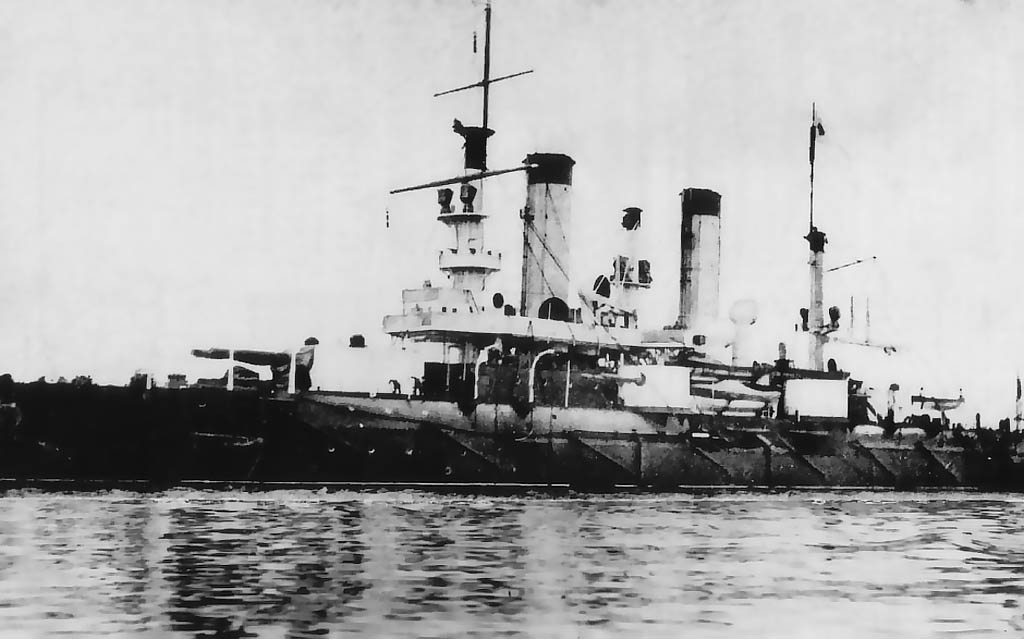
ペトロパヴロフスク

ペトロパヴロフスク (Петропавловск) はロシア帝国海軍の戦艦。ペトロパヴロフスク級。

## 艦歴
サンクトペテルブルクのGalernyi島造船所で建造。1892年3月19日/3月31日建造開始。5月7日/5月19日起工。1894年10月28日/11月9日進水。1899年就役。
1899年10月5日/10月17日にクロンシュタットを出発し、1900年4月28日/5月10日に旅順に到着してNikolai Skrydlov中将の旗艦となった。1900年、義和団の乱の際に出動。「ペトロパヴロフスク」は修理のためいったんバルト海に戻り、1902年に旅順に戻った。
日露戦争勃発時はオスカル・スタルク中将の旗艦で、旅順の戦艦艦隊第一小隊に属していた。1904年1月27日/2月9日未明、「ペトロパヴロフスク」以下の艦艇が旅順港外に停泊していたところを日本の駆逐隊が襲撃し、戦艦「ツェサレーヴィチ」、「レトヴィザン」と巡洋艦1隻が被雷。次いで同日昼には日本海軍の第一戦隊（三笠、朝日、富士、八島、敷島、初瀬）、第二戦隊（出雲、吾妻、八雲、常盤、磐手）、第三戦隊（笠置、千歳、高砂、吉野）がロシア側と交戦した。この戦闘では「ペトロパヴロフスク」も被弾（おそらく12インチ砲弾2発と6インチ砲弾1発）し、死者2名負傷者5名（死者1名負傷者4名）をだした。または30cm砲弾1発が装甲帯に命中したが、貫通しなかった。
2月/3月、スタルクに代わってステパン・マカロフ中将が艦隊司令長官として着任した。

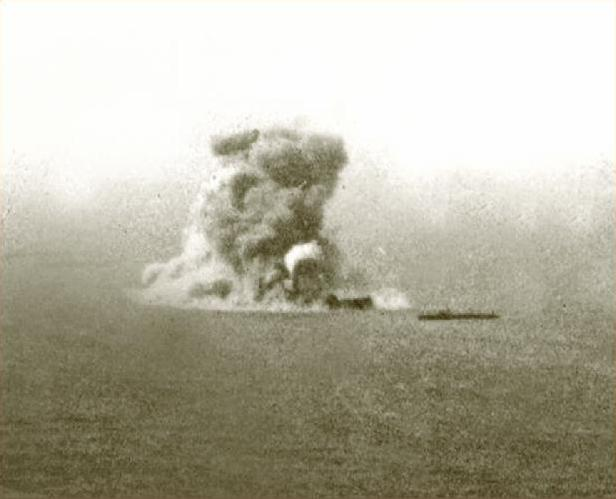
ペトロパヴロフスクの爆発

3月30日/4月12日に裏長山列島の偵察に向かった駆逐艦8隻のうち、「ストラーシヌイ」と「スメールイ」が他艦とはぐれた。そのため2隻は旅順へ向かったが、さらに「スメールイ」ともはぐれた「ストラーシヌイ」は3月31日/4月13日に日本の駆逐隊と遭遇し攻撃を受けた。その様子を見た駆逐艦「スメールイ」は旅順へ戻ると状況を報告し、それを受けてマカロフは艦隊を出動させた。一方、駆逐艦の帰還援護のため出動していた巡洋艦「バヤーン」が「ストラーシヌイ」のもとへ向かったところ、日本の第三戦隊（千歳、高砂、吉野、常盤、浅間）と遭遇。交戦後「バヤーン」が旅順へ向かったため第三戦隊は攻撃をやめたが、「バヤーン」は再び第三戦隊に対して砲撃を始め、出動した「ペトロパヴロフスク」（マカロフ座乗）、「ポルタワ」なども砲撃を開始した。第三戦隊は第一戦隊の方へロシア艦隊を誘い出そうとした。ロシア艦隊は第三戦隊を追撃したが、日本の第一戦隊が現れると反転して旅順へ向かった。ロシア艦隊が砲台援護下に入ると日本側は追撃を停止。ロシア側は再び日本艦隊を攻撃しようとしたが、「ペトロパヴロフスク」がルチン岩付近で回頭を始めたとき、右舷で爆発が発生。次いで艦橋付近でも爆発が起き、「ペトロパヴロフスク」は沈没した。マカロフ以下649名（679名）が死亡。生存者は艦長ニコライ・マトセーヴィチ・ヤーコレフ大佐、幕僚の大公キリル・ウラジーミロヴィチ中佐ら80名であった。死者の中には画家ヴァシーリー・ヴェレシチャーギンも含まれる。
「ペトロパヴロフスク」は日本の仮装砲艦「蛟龍丸」が3月30日から31日/4月12日から13日の夜に敷設した機雷に触れたのであった。また、「ペトロパヴロフスク」に続いて戦艦「ポベーダ」も「蛟龍丸」の機雷に触れている。
1904年4月24日/5月7日除籍。